# FIFA-Konföderationen-Pokal 2005/Gruppe B
Dieser Artikel behandelt die Vorrundengruppe B beim FIFA-Konföderationen-Pokal 2005.
| Pl. | Land         | Sp. | S | U | N | Tore    | Diff. | Punkte |
| --- | ------------ | --- | - | - | - | ------- | ----- | ------ |
| 1.  | Mexiko       | 3   | 2 | 1 | 0 | 003:100 | +2    | 07     |
| 2.  | Brasilien    | 3   | 1 | 1 | 1 | 005:300 | +2    | 04     |
| 3.  | Japan        | 3   | 1 | 1 | 1 | 004:400 | ±0    | 04     |
| 4.  | Griechenland | 3   | 0 | 1 | 2 | 000:400 | −4    | 01     |

## Japan – Mexiko 1:2 (1:1)
| Japan                                                             | Japan | Mexiko | Mexiko |
| ----------------------------------------------------------------- | --- | --- | ------ |
| Japan                                                             | \| 16. Juni 2005 um 18:00 Uhr in Hannover (FIFA-WM-Stadion Hannover) \| \| Zuschauer: 24.036 \| \| Schiedsrichter: Matthew Breeze ( Australien) \| | \| 16. Juni 2005 um 18:00 Uhr in Hannover (FIFA-WM-Stadion Hannover) \| \| Zuschauer: 24.036 \| \| Schiedsrichter: Matthew Breeze ( Australien) \| | Mexiko |
| Japan                                                             | Yoshikatsu Kawaguchi – Makoto Tanaka, Tsuneyasu Miyamoto , Takayuki Chano (82. Keiji Tamada) – Akira Kaji, Hidetoshi Nakata, Takashi Fukunishi, Alex – Shunsuke Nakamura (59. Jun’ichi Inamoto), Mitsuo Ogasawara (68. Masashi Ōguro) – Atsushi Yanagisawa Cheftrainer: Zico ( Brasilien) | Oswaldo Sánchez – Aarón Galindo, Ricardo Osorio, Carlos Salcido – Salvador Carmona, Gerardo Torrado (46. Luis Ernesto Pérez), Pável Pardo , Jaime Lozano (46. Gonzalo Pineda) – Zinha – Jared Borgetti, Francisco Fonseca (86. Juan Pablo Rodríguez) Cheftrainer: Ricardo La Volpe ( Argentinien) | Mexiko |
| Japan                                                             | 1:0 Yanagisawa (12.) | 1:1 Zinha (39.) 1:2 Fonseca (64.) | Mexiko |
| Japan                                                             | Kaji | | Mexiko |
| 16. Juni 2005 um 18:00 Uhr in Hannover (FIFA-WM-Stadion Hannover) | | |        |
| Zuschauer: 24.036                                                 | | |        |
| Schiedsrichter: Matthew Breeze ( Australien)                      | | |        |

Spielbericht
Japan verlor gegen Mexiko 1:2. Die Mannschaft, die vom ehemaligen brasilianischen Mittelfeldstar Zico trainiert wurde, konnte im ersten Spiel noch nicht überzeugen. Mexiko setzte sich nach einem 0:1-Rückstand gegen die Japaner noch knapp durch. Der FIFA-Weltranglisten-Sechste blieb damit im 19. Spiel hintereinander ungeschlagen.

## Brasilien – Griechenland 3:0 (1:0)
| Brasilien                                              | Brasilien | Griechenland | Griechenland |
| ------------------------------------------------------ | --- | --- | ------------ |
| Brasilien                                              | \| 16. Juni 2005 um 20:45 Uhr in Leipzig (Zentralstadion) \| \| Zuschauer: 42.507 (ausverkauft) \| \| Schiedsrichter: Ľuboš Micheľ ( Slowakei) \|                                                | \| 16. Juni 2005 um 20:45 Uhr in Leipzig (Zentralstadion) \| \| Zuschauer: 42.507 (ausverkauft) \| \| Schiedsrichter: Ľuboš Micheľ ( Slowakei) \| | Griechenland |
| Brasilien                                              | Dida – Cicinho, Roque Júnior, Lúcio, Gilberto – Kaká (77. Juninho), Emerson , Zé Roberto, Ronaldinho (71. Renato) – Adriano (71. Ricardo Oliveira), Robinho Cheftrainer: Carlos Alberto Parreira | Antonios Nikopolidis – Georgios Seitaridis (46. Loukas Vyntra), Ioannis Goumas, Sotirios Kyrgiakos, Angelos Basinas – Giorgos Karagounis, Theodoros Zagorakis (73. Ioannis Amanatidis), Konstantinos Katsouranis, Stelios Giannakopoulos – Zisis Vryzas (46. Dimitrios Papadopoulos), Angelos Charisteas Cheftrainer: Otto Rehhagel ( Deutschland) | Griechenland |
| Brasilien                                              | 1:0 Adriano (41.) 2:0 Robinho (46.) 3:0 Juninho (81.) | | Griechenland |
| Brasilien                                              | Gilberto | Karagounis, Kyrgiakos | Griechenland |
| 16. Juni 2005 um 20:45 Uhr in Leipzig (Zentralstadion) | | |              |
| Zuschauer: 42.507 (ausverkauft)                        | | |              |
| Schiedsrichter: Ľuboš Micheľ ( Slowakei)               | | |              |

Spielbericht
Brasilien gewann als amtierender Weltmeister das Spiel gegen den Europameister deutlich und Trainer Carlos Alberto Parreira konnte frühzeitig einige Leistungsträger auswechseln. Obwohl die Stars Ronaldo, Roberto Carlos und Cafu im Urlaub weilten, gewann die südamerikanische Mannschaft, die mit vier Bundesliga-Spielern begann, souverän. Griechenland war im ersten Spiel im ausverkauften Zentralstadion Leipzig dem fünfmaligen Weltmeister deutlich unterlegen. Die Mannschaft des deutschen Trainers Otto Rehhagel konnte nicht an die starken Leistungen der Fußball-Europameisterschaft 2004 anknüpfen.

## Griechenland – Japan 0:1 (0:0)
| Griechenland                                                      | Griechenland | Japan | Japan |
| ----------------------------------------------------------------- | --- | --- | ----- |
| Griechenland                                                      | \| 19. Juni 2005 um 18:00 Uhr in Frankfurt am Main (FIFA-WM-Stadion) \| \| Zuschauer: 34.314 \| \| Schiedsrichter: Herbert Fandel ( Deutschland) \| | \| 19. Juni 2005 um 18:00 Uhr in Frankfurt am Main (FIFA-WM-Stadion) \| \| Zuschauer: 34.314 \| \| Schiedsrichter: Herbert Fandel ( Deutschland) \| | Japan |
| Griechenland                                                      | Antonios Nikopolidis – Efstathios Tavlaridis (31. Vasilios Tsiartas), Sotirios Kyrgiakos, Konstantinos Katsouranis, Panagiotis Fyssas – Vassilis Lakis (59. Dimitrios Papadopoulos), Giorgos Karagounis, Angelos Basinas, Stelios Giannakopoulos – Zisis Vryzas (46. Theofanis Gekas), Angelos Charisteas Cheftrainer: Otto Rehhagel ( Deutschland) | Yoshikatsu Kawaguchi – Akira Kaji, Makoto Tanaka, Tsuneyasu Miyamoto , Alex – Shunsuke Nakamura (89. Kōji Nakata), Hidetoshi Nakata, Takashi Fukunishi, Mitsuo Ogasawara (74. Yasuhito Endō) – Keiji Tamada (66. Masashi Ōguro), Atsushi Yanagisawa Cheftrainer: Zico ( Brasilien) | Japan |
| Griechenland                                                      | 0:1 Oguro (76.) | | Japan |
| Griechenland                                                      | Karagounis (2., gesperrt) | Nakamura, Yanagisawa, Alex | Japan |
| 19. Juni 2005 um 18:00 Uhr in Frankfurt am Main (FIFA-WM-Stadion) | | |       |
| Zuschauer: 34.314                                                 | | |       |
| Schiedsrichter: Herbert Fandel ( Deutschland)                     | | |       |

Spielbericht

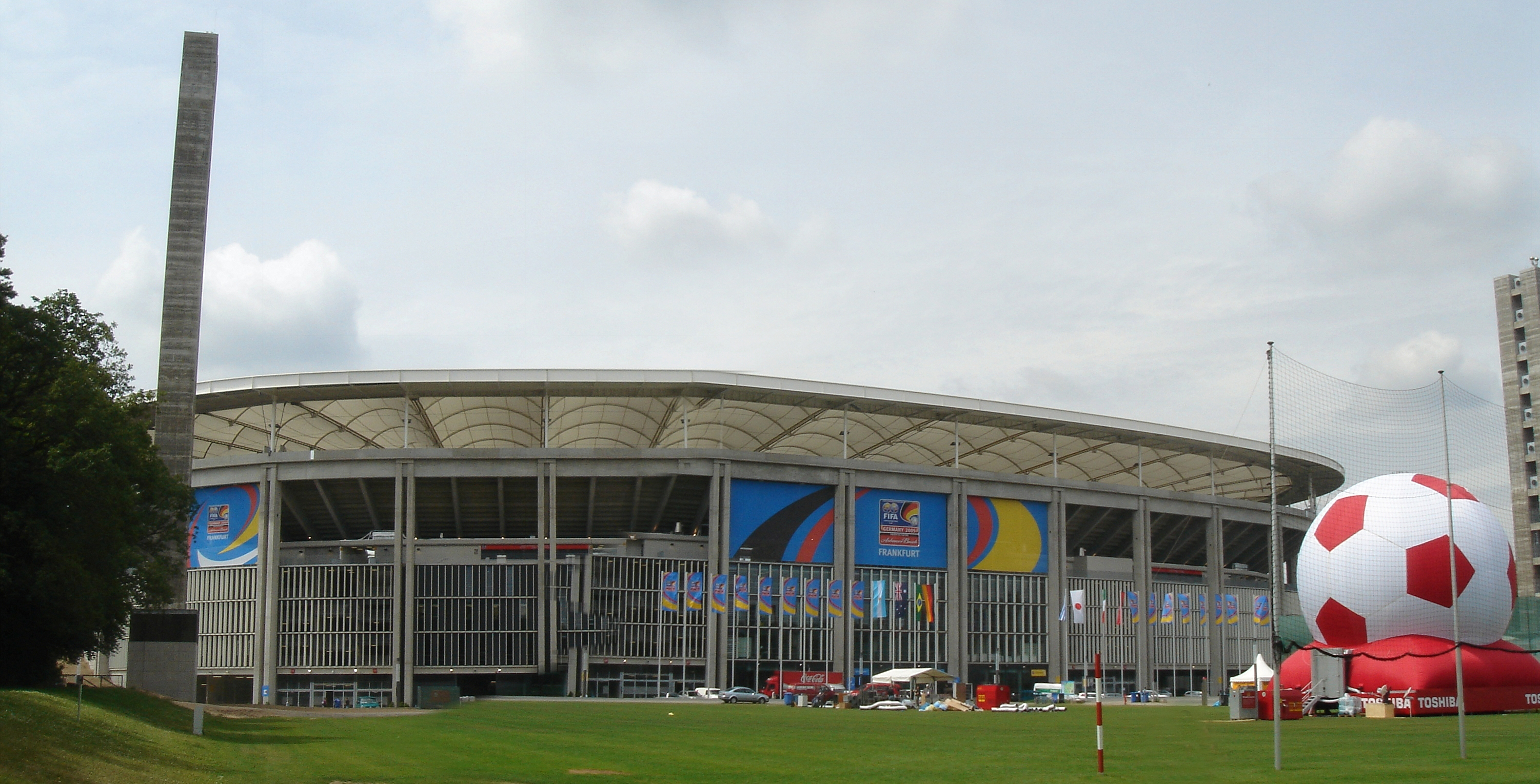
Vor 34.314 Zuschauern fand das Spiel Griechenland – Japan im Waldstadion statt

Nachdem beide Mannschaften ihr erstes Spiel verloren hatten, war sowohl für Griechenland als auch für Japan ein Sieg wichtig, um die Chance auf ein Weiterkommen zu wahren. Die Japaner hatten einen deutlich besseren Start in die Partie und auch mehrmals die Möglichkeit in der ersten Hälfte in Führung zu gehen. Die Griechen hingegen enttäuschten – ein Schuss aus 20 Metern Entfernung von Giorgos Karagounis stellte die einzige nennenswerte Chance vor der Halbzeit dar.
Auch nach der Pause hatten die Griechen große Probleme Tormöglichkeiten herauszuarbeiten. Nachdem die Japaner durch ein Tor von Masashi Ōguro in der 76. Minute verdient in Führung gingen, hatte Angelos Charisteas in der 84. Minute noch die Chance aus zehn Metern den Ausgleich zu erzielen.
Nach dem überraschenden Sieg Mexikos gegen Brasilien hatten die Griechen nun keine Chance mehr das Halbfinale zu erreichen.

## Mexiko – Brasilien 1:0 (0:0)
| Mexiko                                                   | Mexiko | Brasilien | Brasilien |
| -------------------------------------------------------- | --- | --- | --------- |
| Mexiko                                                   | \| 19. Juni 2005 um 20:45 Uhr in Hannover (FIFA-WM-Stadion) \| \| Zuschauer: 43.677 (ausverkauft) \| \| Schiedsrichter: Roberto Rosetti ( Italien) \| | \| 19. Juni 2005 um 20:45 Uhr in Hannover (FIFA-WM-Stadion) \| \| Zuschauer: 43.677 (ausverkauft) \| \| Schiedsrichter: Roberto Rosetti ( Italien) \|                                           | Brasilien |
| Mexiko                                                   | Oswaldo Sánchez – Salvador Carmona, Aarón Galindo, Ricardo Osorio, Carlos Salcido – Ramón Morales (73. Alberto Medina), Zinha, Pável Pardo , Gonzalo Pineda (69. Mario Méndez) – Jared Borgetti, Francisco Fonseca (46. Luis Ernesto Pérez) Cheftrainer: Ricardo La Volpe ( Argentinien) | Dida – Cicinho, Roque Júnior, Lúcio, Gilberto – Kaká (76. Juninho), Emerson (66. Renato), Zé Roberto, Ronaldinho – Adriano, Robinho (66. Ricardo Oliveira) Cheftrainer: Carlos Alberto Parreira | Brasilien |
| Mexiko                                                   | 1:0 Borgetti (59.) | | Brasilien |
| Mexiko                                                   | Pineda, Sánchez | Roque Júnior | Brasilien |
| Mexiko                                                   | Dida hält Foulelfmeter von Borgetti (32.) | | Brasilien |
| 19. Juni 2005 um 20:45 Uhr in Hannover (FIFA-WM-Stadion) | | |           |
| Zuschauer: 43.677 (ausverkauft)                          | | |           |
| Schiedsrichter: Roberto Rosetti ( Italien)               | | |           |

Spielbericht
Mexikos Trainer Ricardo La Volpe nahm gegenüber dem 2:1-Auftakterfolg gegen Japan zwei Umstellungen vor: Torrado und Lozano wurden von Morales und Pineda ersetzt.
Brasilien begann mit derselben Mannschaft wie gegen Griechenland. In einer anfangs zerfahrenen Partie übernahm Weltmeister Brasilien nach und nach die Initiative, ohne jedoch zu gefährlichen Chancen zu kommen. Mexiko zog sich bei Ballverlust sofort in die eigene Hälfte zurück und machte die Räume vor dem Tor eng. Nach einer halben Stunde rückte dann Schiedsrichter Rosetti in den Mittelpunkt. Nach einer Flanke von Morales kam Borgetti im Strafraum bedrängt von Roque Júnior zu Fall und der italienische Unparteiische entschied auf Elfmeter. Den verwandelte der Gefoulte zunächst, doch Rosetti ließ zweimal wiederholen, weil Spieler regelwidrig zu früh in den Strafraum liefen. Bei beiden Wiederholungen konnte Borgetti den Elfmeter nicht verwandeln.
Der zweite Durchgang begann wesentlich flotter, das Spiel wurde offener mit Chancen auf beiden Seiten. Einen Eckstoß von der linken Seite durch Pardo köpfte Borgetti in der 59. Minute in das rechte untere Eck. Danach verteidigte Mexiko mit einem dichten Abwehrriegel den eigenen Strafraum. Äußerst laufstark und mit bedingungslosem Einsatz rettete die Mannschaft mit Glück und Geschick den Erfolg über die Zeit. Die erste große Überraschung beim Konföderationen-Pokal 2005 war perfekt. Mexiko schlug in der Gruppe B den hohen Favoriten Brasilien nicht unverdient mit 1:0 und stand damit als Halbfinalist fest, während Brasilien im letzten Spiel gegen Japan noch mindestens ein Unentschieden erreichen musste.

## Griechenland – Mexiko 0:0
| Griechenland                                                      | Griechenland | Mexiko | Mexiko |
| ----------------------------------------------------------------- | --- | --- | ------ |
| Griechenland                                                      | \| 22. Juni 2005 um 20:45 Uhr in Frankfurt am Main (FIFA-WM-Stadion) \| \| Zuschauer: 31.285 \| \| Schiedsrichter: Carlos Amarilla ( Paraguay) \| | \| 22. Juni 2005 um 20:45 Uhr in Frankfurt am Main (FIFA-WM-Stadion) \| \| Zuschauer: 31.285 \| \| Schiedsrichter: Carlos Amarilla ( Paraguay) \| | Mexiko |
| Griechenland                                                      | Antonios Nikopolidis – Loukas Vyntra, Ioannis Goumas, Michalis Kapsis (74. Efstathios Tavlaridis), Panagiotis Fyssas – Ioannis Amanatidis (46. Theofanis Gekas), Theodoros Zagorakis , Angelos Basinas, Stelios Giannakopoulos – Zisis Vryzas (61. Dimitrios Papadopoulos), Angelos Charisteas Cheftrainer: Otto Rehhagel ( Deutschland) | Oswaldo Sánchez – Mario Méndez, Ricardo Osorio, Gonzalo Pineda, Carlos Salcido – Ramón Morales, Pável Pardo (46. Alberto Medina), Juan Pablo Rodríguez, Jaime Lozano (73. Rafael Márquez) – Luis Ernesto Pérez – Francisco Fonseca (61. Gerardo Torrado) Cheftrainer: Ricardo La Volpe ( Argentinien) | Mexiko |
| Griechenland                                                      | Tavlaridis, Amanatidis | Pardo, Rodríguez | Mexiko |
| 22. Juni 2005 um 20:45 Uhr in Frankfurt am Main (FIFA-WM-Stadion) | | |        |
| Zuschauer: 31.285                                                 | | |        |
| Schiedsrichter: Carlos Amarilla ( Paraguay)                       | | |        |

Spielbericht

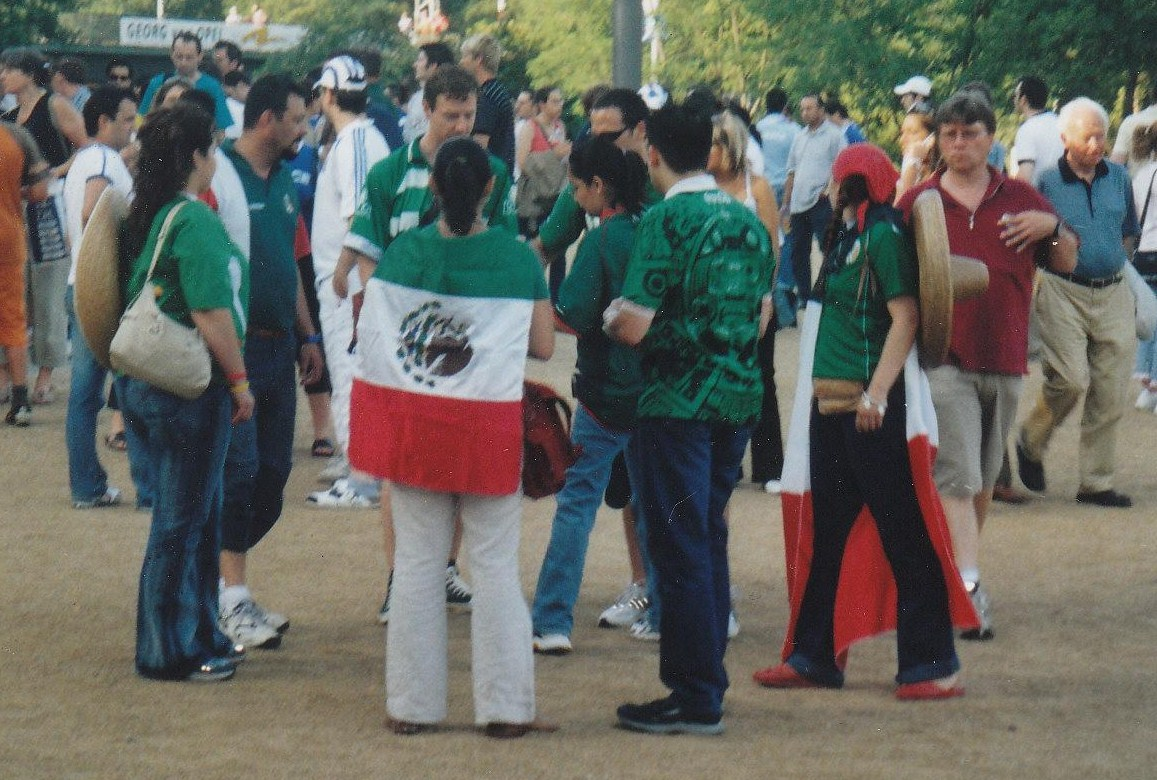
Mexikanische Fans vor dem Frankfurter Waldstadion

Griechenland war nach der 0:1-Niederlage gegen Japan bereits ausgeschieden. Beim letzten Gruppenspiel wollten die Hellenen noch einmal beweisen, warum sie Europameister geworden waren. Dafür stellte Otto Rehhagel sein Team gleich auf fünf Positionen um: Katsouranis war verletzt, Karagounis war Gelb-gesperrt, Tavlaridis, Lakis und Kyrgiakos nahmen auf der Bank Platz. Ins Team kamen dafür Kapsis, Vyntra, Goumas, Zagorakis sowie der Bundesligaspieler Amanatidis.
Nach dem umjubelten 1:0-Sieg über Brasilien hatte sich Mexiko bereits für das Halbfinale qualifiziert. Trainer Ricardo La Volpe suspendierte Galindo und Carmona nach Disziplinlosigkeiten. Neben den beiden Gestrichenen schonten die Mexikaner Zinha und Borgetti. Für dieses Quartett rückten Méndez, Lozano, Rodríguez und Pérez in die Startelf.
Unter dem Strich war das Unentschieden gerecht, denn die Griechen waren überlegen, konnten daraus aber kein Kapital schlagen. Mexiko wachte erst gegen Ende der Partie auf, war aber vor dem Tor ebenso erfolglos.

## Japan – Brasilien 2:2 (1:2)
| Japan                                                | Japan | Brasilien | Brasilien |
| ---------------------------------------------------- | --- | --- | --------- |
| Japan                                                | \| 22. Juni 2005 um 20:45 Uhr in Köln (FIFA-WM-Stadion) \| \| Zuschauer: 44.922 (ausverkauft) \| \| Schiedsrichter: Mourad Daami ( Tunesien) \| | \| 22. Juni 2005 um 20:45 Uhr in Köln (FIFA-WM-Stadion) \| \| Zuschauer: 44.922 (ausverkauft) \| \| Schiedsrichter: Mourad Daami ( Tunesien) \|                                       | Brasilien |
| Japan                                                | Yoshikatsu Kawaguchi – Akira Kaji, Tsuneyasu Miyamoto , Makoto Tanaka, Alex – Shunsuke Nakamura, Hidetoshi Nakata, Takashi Fukunishi, Mitsuo Ogasawara (46. Kōji Nakata) – Keiji Tamada (46. Masashi Ōguro), Atsushi Yanagisawa (73. Takayuki Suzuki) Cheftrainer: Zico ( Brasilien) | Marcos – Cicinho, Juan, Lúcio, Léo – Kaká (62. Renato), Gilberto Silva, Zé Roberto (78. Edu), Ronaldinho – Adriano (62. Júlio Baptista), Robinho Cheftrainer: Carlos Alberto Parreira | Brasilien |
| Japan                                                | 1:1 Nakamura (27.) 2:2 Oguro (88.) | 0:1 Robinho (10.) 1:2 Ronaldinho (32.) | Brasilien |
| Japan                                                | Alex (2., gesperrt), K. Nakata, Kaji (2., gesperrt) | Zé Roberto, Cicinho | Brasilien |
| 22. Juni 2005 um 20:45 Uhr in Köln (FIFA-WM-Stadion) | | |           |
| Zuschauer: 44.922 (ausverkauft)                      | | |           |
| Schiedsrichter: Mourad Daami ( Tunesien)             | | |           |

Spielbericht
Die Ausgangslage vor der Partie des amtierenden Weltmeisters gegen den amtierenden Asienmeister war klar. Unabhängig vom Ausgang der parallel angepfiffenen Begegnung zwischen Mexiko und Griechenland in Frankfurt würde der Gewinner der heutigen Partie im Kölner Rhein-Energie-Stadion ins Halbfinale einziehen, der Verlierer dagegen ausscheiden. Im Falle eines Unentschiedens hätte die „Seleção“ auf Grund der Tordifferenz das bessere Ende für sich. Demnach musste die Zico-Elf auf einen Sieg aus sein.
In einer temporeichen und sehenswerten Begegnung spielte Brasilien, wenn auch mit Glück (ein Tor von Akira Kaji wurde durch eine Fehlentscheidung als Abseits gewertet) 2:2 gegen Japan. Die „Seleção“ zog damit, aufgrund der besseren Tordifferenz gegenüber dem Asienmeister, ins Halbfinale ein. Dort kam es zum absoluten Top-Spiel gegen die DFB-Auswahl von Bundestrainer Jürgen Klinsmann.